# Talcott Parsons
Talcott Parsons (Colorado Springs, 1902. december 13. – München, 1979. május 8.) amerikai szociológus.

## Élete
Biológiai képesítést akart szerezni az Amherst College-ban, de társadalomtudományi érdeklődése rövidesen nyilvánvalóvá vált számára, s elhatározta, hogy tanulmányait a Londoni Közgazdaságtudományi Egyetemen folytatja (1924-1925). Ösztöndíjasként Heidelbergbe került, ahol a szociológia még erősen az alig néhány éve halott Max Weber hatása alatt állt. 
Diplomamunkáját az újabb német szakirodalom kapitalizmusfogalmáról írta. Ezután a Harvard Egyetemre került, először tanársegédként (1927), majd 1936-tól az újonnan létrehozott szociológia tanszék professzoraként, ahol 1973-as nyugdíjba vonulásáig működött. 
A doktorátusa megújítása alkalmából a heidelbergi egyetemen rendezett ünnepség keretében tartott tudományos konferencia után alig néhány héttel halt meg Münchenben.

## Magyarul megjelent művei
- Válogatás Talcott Parsons cselekvéselméleti írásaiból; vál., előszó Némedi Dénes, ford. Molnár Attila, Némedi Dénes, Szakadát István; Művelődési Minisztérium Marxizmus-Leninizmus Oktatási Főosztálya, Bp., 1985 (Szociológiai füzetek)
- Talcott Parsons a társadalmi rendszerről Válogatás; vál., tartalmi összefoglalók Némedi Dénes, ford. Bozóky András, Tardos Róbert, Némedi Dénes; ELTE, Bp., 1988